# Lijst van rijksmonumenten in Weert (gemeente)
De gemeente Weert telt 92 inschrijvingen in het rijksmonumentenregister. Hieronder een overzicht. 

## Altweerterheide
De plaats Altweerterheide telt 1 inschrijving in het rijksmonumentenregister.
| Object           | Oorspronkelijke functie? | Bouwjaar | Architect | Locatie      | Coördinaten?                 | Nr.?   | Afbeelding        |
| ---------------- | ------------------------ | -------- | --------- | ------------ | ---------------------------- | ------ | ----------------- |
| Les Beaux Champs | Onderdeel woningen e.d.  | 1850     |           | Lozerweg 118 | 51° 13' 50" NB, 5° 38' 1" OL | 527740 | Meer afbeeldingen |

## Hushoven
De plaats Hushoven telt 1 inschrijving in het rijksmonumentenregister.
| Object             | Oorspronkelijke functie?  | Bouwjaar | Architect | Locatie            | Coördinaten?                 | Nr.?  | Afbeelding        |
| ------------------ | ------------------------- | -------- | --------- | ------------------ | ---------------------------- | ----- | ----------------- |
| Wilhelmus-Hubertus | Industrie- en poldermolen | 1904     |           | Hushoverweg bij 34 | 51° 15' 34" NB, 5° 42' 7" OL | 38463 | Meer afbeeldingen |

## Laar
De plaats Laar telt 3 inschrijvingen in het rijksmonumentenregister.
| Object                                                                            | Oorspronkelijke functie?  | Bouwjaar        | Architect | Locatie                       | Coördinaten?                  | Nr.?  | Afbeelding        |
| --------------------------------------------------------------------------------- | ------------------------- | --------------- | --------- | ----------------------------- | ----------------------------- | ----- | ----------------- |
| Sint-Antonius                                                                     | Industrie- en poldermolen | 1903            |           | Neelenweg 17                  | 51° 16' 33" NB, 5° 42' 60" OL | 38465 | Meer afbeeldingen |
| Langgevelhoeve met wolfdak, gedeeltelijk met stro gedekt                          | Boerderij                 | 1738            |           | Rietstraat 26                 | 51° 16' 19" NB, 5° 42' 10" OL | 38466 | Meer afbeeldingen |
| Sint Sebastiaanskapel. Gebouwtje met driezijdige sluiting en een houten dakruiter | Kapel                     | 17e of 18e eeuw |           | St. Sebastiaanskapelstraat 5B | 51° 16' 53" NB, 5° 42' 36" OL | 38467 | Meer afbeeldingen |

## Stramproy
De plaats Stramproy telt 8 inschrijvingen in het rijksmonumentenregister. Zie Lijst van rijksmonumenten in Stramproy voor een overzicht.

## Swartbroek
De plaats Swartbroek telt 2 inschrijvingen in het rijksmonumentenregister.
| Object | Oorspronkelijke functie?  | Bouwjaar    | Architect | Locatie           | Coördinaten?                  | Nr.?  | Afbeelding        |
| --- | ------------------------- | ----------- | --------- | ----------------- | ----------------------------- | ----- | ----------------- |
| De Hoop | Industrie- en poldermolen | 1905 / 1987 |           | Coolenstraat 24   | 51° 13' 54" NB, 5° 46' 33" OL | 38468 | Meer afbeeldingen |
| Voormalige rectorij. Groot bakstenen herenhuis met zadeldak. Rechtafgedekte voorgevel met segmentboogingang en vensters en ankers | Kerkelijke dienstwoning   | A 1782      |           | Pelmersheideweg 4 | 51° 13' 42" NB, 5° 46' 18" OL | 38469 | Meer afbeeldingen |

## Tungelroy
De plaats Tungelroy telt 3 inschrijvingen in het rijksmonumentenregister.
| Object                                                              | Oorspronkelijke functie?  | Bouwjaar | Architect                   | Locatie                 | Coördinaten?                  | Nr.?   | Afbeelding              |
| ------------------------------------------------------------------- | ------------------------- | -------- | --------------------------- | ----------------------- | ----------------------------- | ------ | ----------------------- |
| Parochiekerk. Toren, met latere bovengeleding en twee nevenvleugels | Kerk en kerkonderdeel     | 18e eeuw | H. van Grispen en P. Rutten | Tungeler Dorpsstraat 66 | 51° 12' 45" NB, 5° 43' 50" OL | 38470  | Meer afbeeldingen       |
| Sint Anna                                                           | Industrie- en poldermolen | 1875     |                             | Tungeler Dorpsstraat 75 | 51° 12' 47" NB, 5° 43' 60" OL | 38471  | Meer afbeeldingen       |
| Romeinse brug Tungelroy                                             | Brug                      |          |                             | Maaseikerweg            | 51° 12' 20" NB, 5° 43' 23" OL | 532279 | Romeinse brug Tungelroy |

## Weert
De stad Weert telt 75 inschrijvingen in het rijksmonumentenregister. Zie Lijst van rijksmonumenten in Weert (plaats) voor een overzicht.
Beek ·
Beekdaelen ·
Beesel ·
Bergen ·
Brunssum ·
Echt-Susteren ·
Eijsden-Margraten ·
Gennep ·
Gulpen-Wittem ·
Heerlen ·
Horst aan de Maas ·
Kerkrade ·
Landgraaf ·
Leudal ·
Maasgouw ·
Maastricht ·
Meerssen ·
Mook en Middelaar ·
Nederweert ·
Peel en Maas ·
Roerdalen ·
Roermond ·
Simpelveld ·
Sittard-Geleen ·
Stein ·
Vaals ·
Valkenburg aan de Geul ·
Venlo ·
Venray ·
Voerendaal ·
Weert